# 小行星26266
小行星26266（26266 Andrewmerrill）是一颗绕太阳运转的小行星，为主小行星带小行星。该小行星于1998年9月19日发现。

## 轨道参数
小行星26266的轨道半长轴为363 206 240 km，2.4278492 UA，离心率为0.080。